# Chambon-sur-Lac
 Chambon-sur-Lac  es una población y comuna francesa, situada en la región de Auvernia, departamento de Puy-de-Dôme, en el distrito de Issoire y cantón de Besse-et-Saint-Anastaise.

## Demografía
| 484 | 450 | 395 | 365 | 372 | 373 |
| Para los censos de 1962 a 1999 la población legal corresponde a la población sin duplicidades (Fuente: INSEE [Consultar]) |     |     |     |     |     |